# ロベルト・ロハス
ロベルト・ロハス（Roberto Antonio "Cóndor" Rojas Saavedra, 1957年8月8日 - ）は、チリ出身の元サッカー選手。ポジションはGK。

## 来歴
1976年にデポルテス・アビアシオンに入団。その後1983年にCSDコロコロへ移籍したのち、1987年にサンパウロFCへ移籍。
チリ代表でもコパ・アメリカ等49試合に出場したが、ロハス事件（後述）により永久追放処分を受けた。2001年に処分が解除された後はかつて所属していたサンパウロFCでキーパーコーチ等を務めるなどしている。

## ロハス事件
1990年ワールドカップの南米予選では、前回優勝で予選を免除されたアルゼンチンを除く9チームが3チームずつ3組に分けられ、各組1位3チームのうち上位2チームが本大会出場（最下位のチームは大陸間プレーオフに回る）という形式で、チリはブラジル・ベネズエラがいるグループ3に振り分けられた。残り1試合の時点でブラジルとチリが勝ち点で並んでいたが、得失点差でブラジルが上回っていたため、チリは最終戦となるアウエーでのブラジル戦に勝利する必要があった。
その最終戦はブラジル1-0で迎えた後半25分、ブラジル人女性客が発炎筒をピッチの中に投げ込み、発炎筒はチリのゴールマウス付近に落下した。この時ロハスはピッチに倒れ込み、頭部から大量に出血したことで担架に乗せられて退場。チリサイドは「安全を確保されていない会場では試合を出来ない」と主張して試合続行を拒否し、試合を無効として中立国での再試合をFIFAに提訴した。
しかし、アルゼンチン人カメラマンのリカルド・アルフィエリが投げ込まれた発炎筒はロハスに全く当たっていないことを証明する写真を撮影しており、その写真が試合翌日に公開された（日本でも「週刊サッカーマガジン」の表紙に「大スクープ!!ブラジル対チリ　発炎筒事件’’真実の瞬間’’をとらえる!!」という見出し付きで掲載されている）。また負傷は自身があらかじめ隠し持っていた剃刀による頭部への自傷行為によるものであることがFIFAの調査により判明した。
この結果、この試合は没収試合となりブラジルの本大会出場が決定した。またロハスは当時の代表監督及び医師と共にサッカー界から永久追放(2001年に解除)、チリサッカー連盟には罰金約10万ドル（当時の日本円で約1420万円）と1994年ワールドカップの予選参加権剥奪という処分が下された。